# Ким Пять-с-плюсом
«Ким Пять-с-плюсом» (англ. Kim Possible) — американский мультсериал в жанре приключенческой комедии по сюжету Боба Шули и Марка Маккоркла, впервые показанный на канале Disney в 2002—2007 годах. Центральный сюжет сериала вращается вокруг главной героини — молодого борца с преступностью, одновременно борющейся с личными проблемами в условиях «трудного возраста»; помощниками Ким выступают её застенчивый друг и товарищ Рон Так-себе, его питомец голый землекоп Руфус и 10-летний компьютерный гений Уэйд. Вместе они противостоят планам различных противников, в первую очередь — суперзлодея доктора Дракена и его помощницы Шиго.
Шули и Маккоркл, давно сотрудничавшие с каналом Disney, получили предложение на создание сериала, который мог бы одинаково привлечь младшую и старшую аудиторию; вместе они разработали идею «Ким Пять-с-плюсом» как сериала, выстроенного вокруг одарённой героини и её менее способного помощника. Исходя из нехватки сериалов с ведущими женскими героинями и личного опыта, сценаристы разрабатывали сценарии для эпизодов, сочетая в них «приключенческие», драматические и романтические элементы; параллельно с этим пародируются шпионские и супергеройские фильмы (в том числе фильмы Бондианы), ситкомы для подростков. В угоду взрослой аудитории Шули и Маккоркл разработали восходящий к ситкому быстрый стиль диалогов, отходя от практики других сериалов в части использования внутреннего юмора. Выдержанный в ретрофутуристической стилистике, сериал затрагивает темы феминизма, «девичей силы» и отношений; в этой связи идут сравнения с другими «женскими» сериалами, шедшими в этот период («Баффи — истребительница вампиров», «Шпионка», «Суперкрошки»).
«Ким Пять-с-плюсом» стала вторым оригинальным мультсериалом (после «Семейки Прауд»), созданным для канала Disney и первым, произведенным компанией Walt Disney Television Animation совместно с каналом Disney. Несмотря на первоначально низкие ожидания, сериал получил огромную популярность за сценарий, качество анимации и характерный юмор. Сериал номинировался на прайм-таймовую премию «Эмми» и семь раз на дневную премию «Эмми», в итоге получил последнюю в 2005 году в категории «Лучшее сведение звука в игровом и анимационном кино». Продержавшийся 4 сезона из 87 эпизодов, мультсериал считается одним из самых успешных проектов канала Disney; также он был наиболее длительным из оригинальных проектов канала Disney, пока его не обошёл «Финес и Ферб». Успех сериала сделал возможным выпуск двух телефильмов — «Борьба во времени» и «Подумаешь, трагедия», а также серии видеоигр.

## Создание
Продюсеры Боб Шули и Марк МакКоркл утверждают, что придумали Ким (как и Рона), когда вместе застряли в лифте. По замыслу, это была героиня, способная помочь абсолютно любому человеку и не взять за это ничего. Когда мастера освободили их из лифта, в головах окончательно сформировалась основная идея.
Сериал был запущен на Disney Channel 7 июня 2002 года. Первая серия получила название «Crush». Впоследствии она была номинирована на прайм-таймовую премию «Эмми» в номинации «лучшая серия года». Позже проект был номинирован на семь дневных «Эмми», выиграв одну из них.

## Персонажи
- Ким Пять-с-плюсом (Kim Possible; голос — Кристи Карлсон Романо) — девушка, спасающая мир от разных неприятностей. Она очень ловкая, легко совершает разные акробатические движения, владеет оружием, боевыми единоборствами. Параллельно учится в школе, состоит в местной команде по чирлидингу.
- Рон Так-Себе (Ron Stoppable; голос — Уилл Фридл[англ.]) — верный друг Ким (впоследствии стал её парнем). Добряк, но в то же время большой недотёпа. Он всегда следует за Ким, когда ей нужна помощь, но, как правило, спасает её не благодаря своей ловкости, а удачливости. Владеет некоторыми боевыми искусствами.
- Руфус (Rufus; голос — Нэнси Картрайт) — лысый слепыш, который живёт в кармане у Рона. Обычно он не высовывается, но когда друзья оказываются в беде, Руфус приходит на помощь. Его основные преимущества – проворство и незаметность.
- Уэйд Лоад (Wade Load; голос — Тадж Маури) — 10-летний гений, который обеспечивает Ким и Рона всеми необходимыми технологиями. Обычно он появляется только на экране переговорного устройства, которое Ким всегда носит с собой, также он отслеживает координаты злодеев, помогает друзьям в получении ценной информации. Его уровень IQ — 140 (серия 25, сезон 2).
- Доктор Драккен (Dr. Drakken; голос — Джон Димаджио) — сумасшедший ученый, главный враг Ким. Придумывает разные технологии, которые помогут ему завоевать мир.
- Шиго (Shego; голос — Николь Салливан) — сообщница Доктора Драккена, девушка, которая сражается с помощью магического зелёного огня. Эту сверхспособность Шиго получила благодаря падению на неё таинственной радужной кометы.

## Серии
| Сезон | Серии | Серии | Даты показа      | Даты показа     |
| Сезон | Серии | Серии | Первая серия     | Последняя серия |
| ----- | ----- | ----- | ---------------- | --------------- |
| 1     | 21    | 21    | 7 июня 2002      | 16 мая 2003     |
| 2     | 30    | 30    | 18 июля 2003     | 5 августа 2004  |
| 3     | 14    | 14    | 25 сентября 2004 | 10 июня 2006    |
| 4     | 22    | 22    | 10 февраля 2007  | 7 сентября 2007 |

### Полнометражные фильмы
Также были выпущены три фильма:
- Ким Пять-с-Плюсом: Борьба во времени — также он занимает 34, 35 и 36 номера эпизодов в сериале.
- Ким Пять-с-Плюсом: Подумаешь, трагедия — занимает 58, 59 и 60 номера эпизодов в сериале.
- 15 февраля 2019 года вышел перезапуск в виде игрового фильма.

### В других сериалах
Ким Пять-с-Плюсом появляется в 19-й серии 2-го сезона мультсериала «Лило и Стич».